# Mariano del Friuli
Mariano del Friuli (friuli nyelven Marian) település Olaszországban, Friuli-Venezia Giulia régióban, Gorizia megyében. Lakosainak száma 1450 fő (2023. január 1.). Mariano del Friuli Farra d'Isonzo, Medea, Moraro, Cormons, Gradisca d'Isonzo és Romans d'Isonzo községekkel határos.

## Népesség
A település lakossága az elmúlt években az alábbi módon változott:
| Lakosok száma | 1520 | 1486 | 1450 |
|               | 2017 | 2018 | 2023 |